# Babenayakanapalli, Bagepalli
Babenayakanapalli là một làng thuộc tehsil Bagepalli, huyện Kolar, bang Karnataka, Ấn Độ.